# 天柱岗
天柱岗，又作天柱冈，是一座位于江西省泰和县塘洲镇的山峰，北距泰和县城约10公里，是塘洲、东湖、新坪和樟溪四个行政村的界岭。天柱岗海拔仅140.9米，但因在县城南面不远，“正当县治”，四周均为平原低丘，唯此山突起，远望高耸云天，“屹若天柱”，故而得名。“天柱留云”是明代著名的“西昌八景”之一。
26°44′26″N 114°53′13″E / 26.740501°N 114.886826°E